# Matador (film, 1925)
Pour les articles homonymes, voir Matador (homonymie).
Pour plus de détails, voir Fiche technique et Distribution.
Matador (titre original : The Spaniard) est un film muet américain réalisé par Raoul Walsh et sorti en 1925.

## Synopsis
Don Pedro de Barrego, un Grand d'Espagne, tombe amoureux de Dolores Annesley, une jeune et belle Anglaise, lors d'un voyage en Angleterre, mais celle-ci refuse ses avances. Barrego retourne dans son pays et devient torero. Lors d'un séjour à Séville, Dolores va retrouver par hasard Barrego. Après diverses péripéties, elle finira par admettre qu'elle est aussi amoureuse de lui.

## Fiche technique
- Titre original : The Spaniard
- Réalisation : Raoul Walsh
- Scénario : James T. O'Donohoe, d'après le roman "The Spaniard "de Juanita Savage
- Direction artistique : Lawrence Hitt
- Photographie : Victor Milner
- Production : Jesse L. Lasky, Adolph Zukor
- Société de production : Famous Players-Lasky Corporation
- Société de distribution : Paramount Pictures
- Pays de production :  États-Unis
- Langue originale : anglais
- Format : noir et blanc — 35 mm — 1,37:1 — Film muet
- Genre : Aventure et drame
- Durée : 70 minutes
- Date de sortie :
  - États-Unis : 4 mai 1925

## Distribution
- Ricardo Cortez : Don Pedro de Barrego
- Jetta Goudal : Dolorès Annesley
- Noah Beery : Gómez
- Mathilde Brundage : Señora de la Carta
- Renzo De Gardi : le comte d'Albaveque
- Emily Fitzroy : Maria
- Bernard Siegel : Manuel
- Florence Regnart : Consuelo
- Don Alvarado : un torero
- Gilbert Roland : un torero